# Eliza Scanlen
Eliza Scanlen, född 6 januari 1999 i Sydney, är en australisk skådespelare.
Scanlen har bland annat medverkat i TV-serierna Home and Away från 2016 och Fires från 2021. Hon har även medverkat i filmen The Starling Girl från 2023.
Som ung spelade Eliza Scanlen piano men övergav detta för att påbörja skådespelarkarriären. Emellertid återuppväcktes pianointresset till filmen Unga kvinnor. Scanlen är tvåäggstvilling till en syster som heter Anabel och som är digital designer.

## Filmografi (i urval)
- 2016: Home and Away (TV-serie)
- 2019: Unga kvinnor
- 2020: The Devil All the Time
- 2021: Fires (TV-serie)
- 2023: The Starling Girl
- 2024: Caddo Lake
- 2025: Dope Girls – Syndens tid (TV-serie)
- 2030: Dot and the Kangaroo